# سنجر تورسونوف
سنجر تورسونوف (ازبکی: Sanjar Atham oʻgʻli Tursunov؛ زادهٔ ۲۹ دسامبر ۱۹۸۶) یک بازیکن فوتبال اهل ازبکستان است.
از باشگاه‌هایی که در آن بازی کرده‌است می‌توان به پاختاکور، باشگاه فوتبال ایرتیش امسک، باشگاه فوتبال ولگا نیژنی نووگورود، باشگاه فوتبال اسپارتاک ولادی‌قفقاز، لوکوموتیو تاشکند، باشگاه فوتبال اورنبورگ و فورسکلا پولتاوا اشاره کرد.
وی همچنین در تیم ملی فوتبال ازبکستان بازی کرده‌است.